# Metamorphoses (album Mateusza Smoczyńskiego)
Metamorphoses – pierwszy solowy album Mateusza Smoczyńskiego, wydany w 2017 r. przez Fundację im. Zbigniewa Seiferta (numer katalogowy CD-FZS-4). Tytuł Metamorphoses nawiązuje do przemiany artystycznej skrzypka, który po wielu latach twórczości jazzowej, postanowił nagrać płytę z muzyką klasycyzującą. Na albumie znajduje się m.in. jego „I Sonata Skrzypcowa Metamorphoses”.

## Lista utworów
| 1.  | „Dorothy’s Dream” muz. Mateusz Smoczyński                                     | 3:51  |
|     |                                                                               |       |
| 2.  | „Violin Sonata No.1 - Metamorphoses - I. Prayer” muz. Mateusz Smoczyński      | 3:35  |
|     |                                                                               |       |
| 3.  | „Violin Sonata No.1 - Metamorphoses - II. Lament” muz. Mateusz Smoczyński     | 3:01  |
|     |                                                                               |       |
| 4.  | „Violin Sonata No.1 - Metamorphoses - III. Mantra” muz. Mateusz Smoczyński    | 3:32  |
|     |                                                                               |       |
| 5.  | „Violin Sonata No.1 - Metamorphoses - IV. Confession” muz. Mateusz Smoczyński | 1:37  |
|     |                                                                               |       |
| 6.  | „Julie-O” muz. Mark Summer                                                    | 4:28  |
|     |                                                                               |       |
| 7.  | „Manhattan Island” muz. Mateusz Smoczyński                                    | 2:51  |
|     |                                                                               |       |
| 8.  | „The Old Tune” muz. Jan Smoczyński                                            | 5:23  |
|     |                                                                               |       |
| 9.  | „Up-Down” muz. Mateusz Smoczyński                                             | 2:15  |
|     |                                                                               |       |
| 10. | „The Farmer” muz. Mateusz Smoczyński                                          | 2:51  |
|     |                                                                               |       |
| 11. | „Zakopane” muz. Mateusz Smoczyński                                            | 3:24  |
|     |                                                                               |       |
| 12. | „Dragonfly” muz. Mateusz Smoczyński                                           | 1:58  |
|     |                                                                               |       |
| 13. | „Midnight Psalm” muz. Mateusz Smoczyński                                      | 4:01  |
|     |                                                                               |       |
|     |                                                                               | 42:47 |
|     |                                                                               |       |

## Wykonawcy
- Mateusz Smoczyński – skrzypce, skrzypce barytonowe